# Лыбидь (гостиница, Киев)

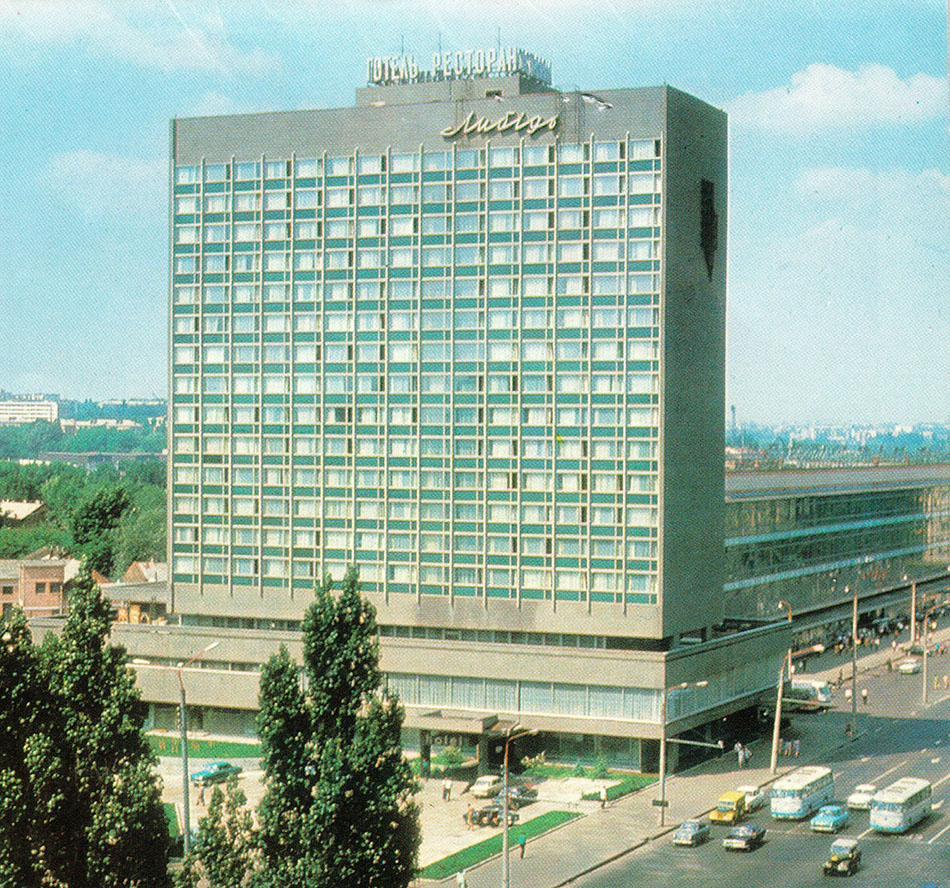
Гостиница «Лыбидь» 1970-е годы

Гостиница «Лыбидь» — 20-этажный 3-звездочный отель в Киеве. Сразу после открытия, здание отеля, было одним из самых высоких в городе. Гостиница входила в структуру Всесоюзного АО «Интурист» и обслуживала иностранных гостей.
25 декабря 1970 года гостиница «Лыбидь» официально начала принимать посетителей.
Название «Лыбидь» было неслучайным: оно идёт от имени киевской княжны Лыбеди, сестры основателей города, а также перекликается с названием реки Лыбеди, которая протекает рядом с отелем.

## История строительства
В XIX веке площадь Победы называлась Галицкой, отсюда начиналась дорога на запад — в Галицию. На Галицкой площади была построена Железная церковь св. Иоанна Златоуста и разрушена в 1930-х годах, ныне на этом месте здание цирка.
В феврале 1858 года генерал-губернатор И. И. Васильчиков разрешил евреям публично торговать на Галицкой площади, и как следствие образовался популярный городской еврейский базар, официально — Галицкий рынок, в просторечии — Евбаз. Евбаз — один из районов Киева, который традиционно связывают с историей еврейской общины. Рынок был закрыт и снесён в конце 1950-х годов.
В 1952 году площадь была переименована и получила название — площадь Победы.
В 1981—1982 годах она была реконструирована и в ее центре, был воздвигнут обелиск Городу-герою Киеву, а между универмагом «Украина» и цирком был построен подземный переход.
Адрес «Площадь Победы» в Киеве имеют только три здания: гостиница «Лыбидь» — № 1, цирк — № 2 и торговый центр «Украина» (ранее универмаг «Украина») — № 3.
2 мая 1964 года Киевский горисполком издал распоряжение о выделении места под строительство гостиницы с тогда еще рабочим названием «Интурист» на 500 мест. Главным архитектором проекта выступила Наталья Чмутина. Начало строительства было положено в апреле 1965 года и закончено в декабре 1970 года В 1971 году на торце здания был установлен горельеф из кованой меди с изображением сестры основателей города Киева — Лыбеди. В холле отеля, в подкрепление к имени, стоит бронзовая скульптура знаменитого памятника «Парящая Лыбидь», Ладья.
На месте строительства гостиницы, проходили грунтовые воды, впадающие в реку «Лыбидь».
Гостиница является самым высоким зданием на площади Победы. 20-этажный параллелепипед высотой 54,7 м и объемом 49 904 м3, размещен на 2-этажном подиуме. Планировка корпуса решена (ширина 13,7, длина 48 м) коридорной системой с двусторонним расположением номеров. Для отделки фасадов использованы легкие навесные панели на алюминиевом каркасе, облицованные снаружи марблитом. Первые два этажа облицованы камнем, над входом — железобетонный козырек с большим выносом.
В интерьере отеля использованы сюжеты украинской истории, воплощенные в графике, мозаике и масле.
Большой конференц-зал «Славянский» украшен резьбой по дереву. В холле отеля выставлены 2 картины (около 2х м) с украинскими мотивами, написанные маслом.

## Эксплуатация
При открытии гостиница имела 280 жилых номеров, из которых было 14 люксов, в том числе системы «Дубль». Установлены быстроходные финские лифты и финская сантехника. В вестибюле здания размещались киоски по продаже сувениров и табачных изделий. «Союзпечать» продавала прессу, в том числе из капиталистических стран. Имелись пункты обмена валюты и валютный бар.
В 1998—2002 годах была проведена реконструкция номерной базы гостиницы. Проект реконструкции был разработан «КиївЗНДУСП».
В 2016 году гостиница вошла в состав сети украинских отелей Premier Hotels and Resorts и пополнила список гостиниц бизнес-класса, изменив своё название на Премьер Отель Лыбидь (Premier Hotel Lybid)
В 2016 году была сделана реконструкция фасада гостиницы.

## Характеристики гостиницы
С начала 2000-х годов номерной фонд гостиницы составляет 273 номера, из них 32 номера категории «Люкс», включая трехкомнатные и четырехкомнатные апартаменты. Все номера оснащены спутниковым телевидением, прямым выходом на международную телефонную линию, электронной системой безопасности, холодильником и туалетными принадлежностями. В номерах установлена центральная система кондиционирования с управлением в каждом отдельно взятом номере.
В гостинице есть ресторан на 110 персон, в прошлом: кафе на 200 посадочных мест, лобби-бар, конференц-залы «Славянский» и «Галицкий», бизнес-центр. В отеле возможно проживание по типам ВВ и HB. На всей территории отеля запрещено курить, для курения есть специально оборудованная комната на первом этаже.

## Дополнительные изображения

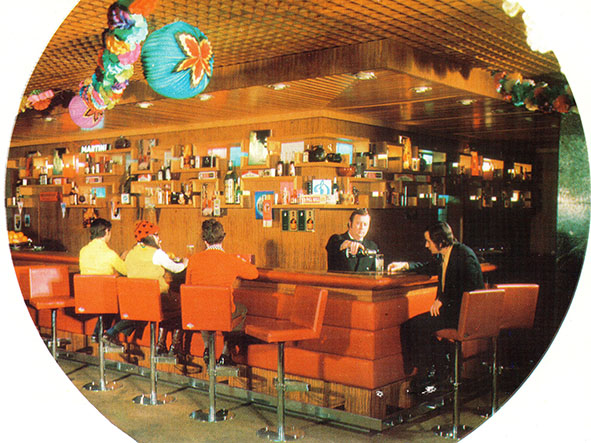
Валютный бар гостиницы «Лыбидь».
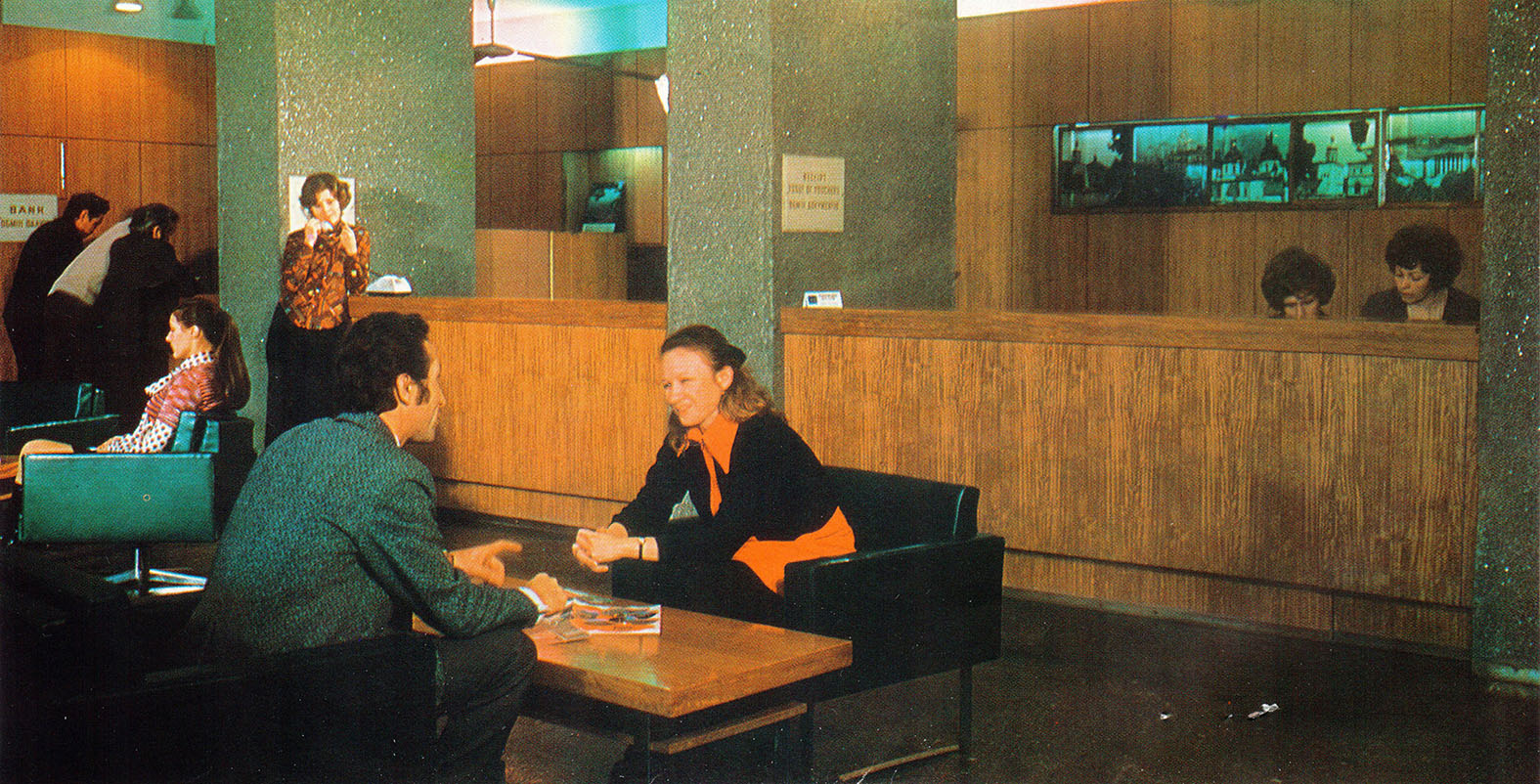
Стойка портье гостиницы «Лыбидь», 1970-е годы.